# CRISPR

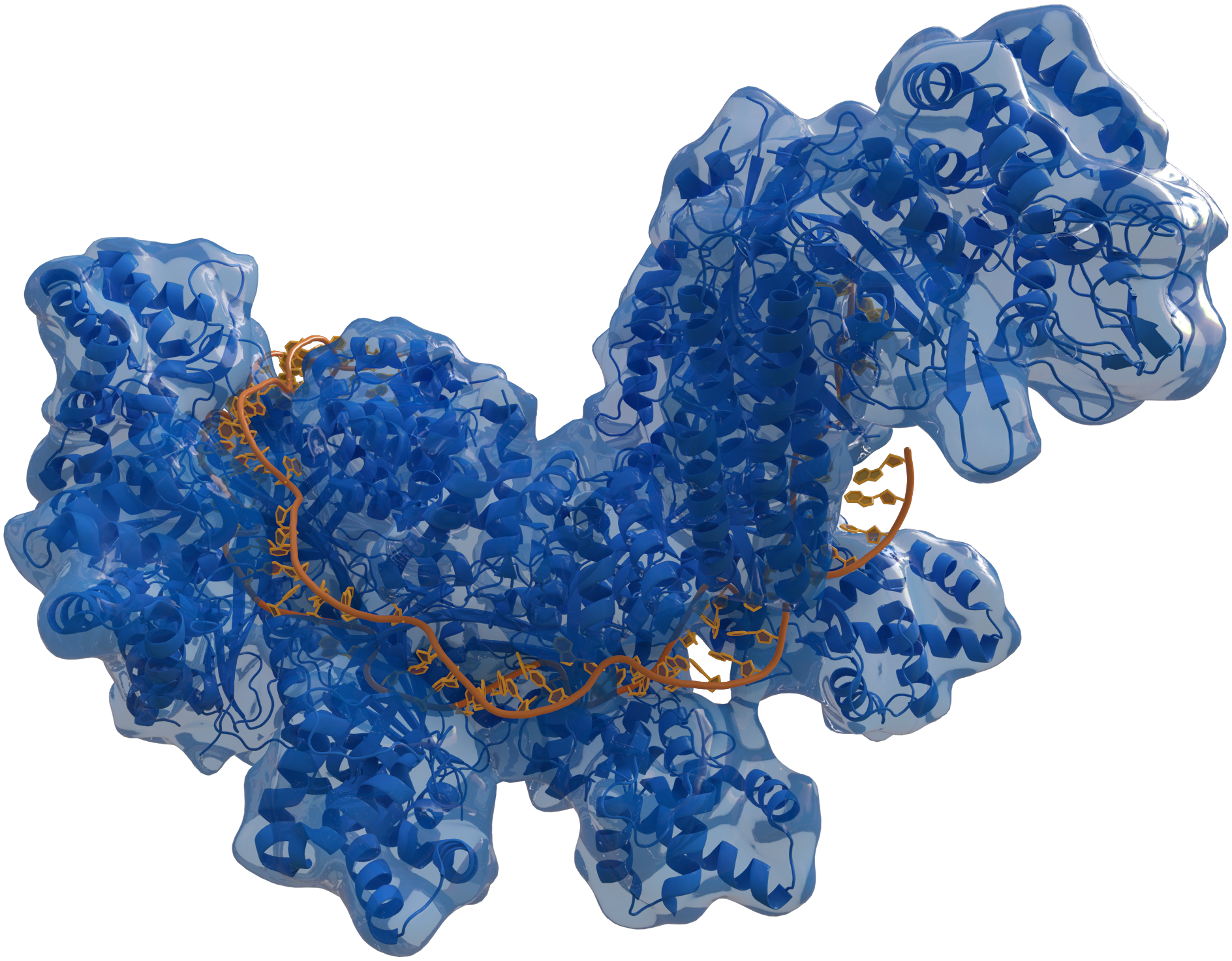
Typ-I CRISPR-surveillance-complex (Cas, blau) mit gebundener Ziel-DNA (orange)

CRISPR (Clustered Regularly Interspaced Short Palindromic Repeats) sind Abschnitte sich wiederholender DNA (repeats), die im Erbgut vieler Bakterien und Archaeen auftreten. Sie dienen einem Mechanismus, dem CRISPR/Cas-System, der Resistenz gegen das Eindringen fremden Erbguts von Viren oder Plasmiden verschafft, und sind hierdurch ein Teil des Immunsystem-Äquivalents vieler Prokaryoten. Dieses System bildet die Grundlage der gentechnischen CRISPR/Cas-Methode zur Erzeugung gentechnisch veränderter Organismen.

## Entdeckung und Eigenschaften
Die Existenz sich wiederholender DNA-Abschnitte, die heute als CRISPR bekannt sind, wurde bereits 1987 im Bakterienstamm Escherichia coli K12 von Yoshizumi Ishino und Kollegen entdeckt. Sie identifizierten eine sich wiederholende Sequenz von 29 Nukleotiden, die von variablen Regionen mit jeweils 32 Nukleotiden unterbrochen wurden. 1993 wurden ähnliche Regionen auch auf der DNA von Mycobacterium tuberculosis entdeckt und als „Direct Variable Repeats“ (DVR) bezeichnet, 1995 erfolgte die Entdeckung dieser Sequenzen auch bei den Meeresbakterien Haloferax volcanii und Haloferax mediterranei durch den spanischen Mikrobiologen Francisco Mojica, der sie als „Tandem Repeats“ (TREPs) bezeichnete. Die Arbeitsgruppe um Mojica identifizierte weitere Bakterien und Archaea mit entsprechenden Sequenzen und wählte für diese sich gleichenden Wiederholungen eine neue Bezeichnung als „Short Regularly Spaced Repeats“ (SRSR). In der Literatur kamen weitere Namen hinzu, die ebenfalls diese Sequenzen bezeichneten, etwa „spacer interspersed and direct repeats“ (SPIDRs) und „long clustered tandem repeats“ (LCTRs). 2002 wurde dann durch Jansen und Kollegen erstmals der Begriff „Clustered Regularly Interspaced Short Palindromic Repeats“, kurz CRISPR, verwendet. Es wurde bekannt, dass ähnliche Strukturen im Genom vieler verschiedener Prokaryoten existieren, und es wurde eine Gruppe von Genen entdeckt, die in allen untersuchten Organismen nahe am Genlokus der CRISPR lagen und daher cas-Gene (CRISPR-associated) genannt wurden. Jansen und Kollegen identifizierten vier verschiedene Cas-Core-Sequenzen (Cas1 bis Cas4), bis 2005 wurden durch Haft und Kollegen insgesamt 41 entsprechende Gene und zwei weitere Cas-Core-Sequenzen (Cas5 und Cas6) und insgesamt acht Subtypen von CRISPR/Cas-Systemen beschrieben.
Heute ist bekannt, dass das Genom von etwa 45 % der bislang sequenzierten Bakterien und 83 % der Archaeen mindestens eine CRISPR-Struktur enthält.
Pathogene der Art Francisella verwenden das CRISPR-Cas-System zur Immunevasion. Bei Neisseria meningitidis und Campylobacter jejuni ist das System ein Pathogenitätsfaktor mit bisher unbekanntem Mechanismus.

## Struktur

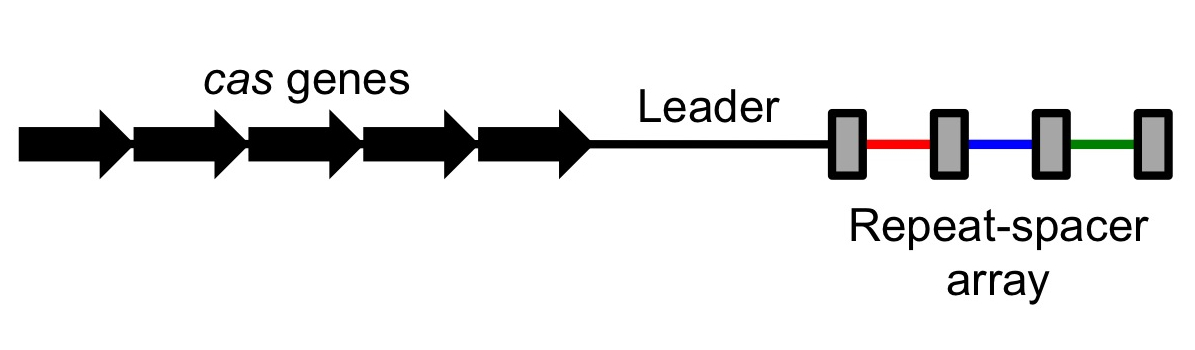
Vereinfachtes Diagramm des CRISPR-Genlocus. Die grauen Boxen stellen die Repeats und die bunten Striche die Spacer dar. Die Anordnung kann in verschiedenen Organismen variieren.

Der CRISPR-Genlocus besteht wesentlich aus zwei Hauptkomponenten: dem cas-Gene enthaltenden cas-Operon und dem CRISPR-Array, der sich aus einer leader-Sequenz und einer Repeat-Spacer-Sequenz (auch Repeat-Spacer-Array genannt) zusammensetzt.

### Repeat-Spacer-Sequenz
Die Einzelsequenzen des sich wiederholenden Grundmotives (Repeats) haben eine Länge, die zwischen 23 und 47 bp variiert. Die Repeats wechseln sich ab mit Spacern, die eine Länge von 21 bis 72 bp haben. Während innerhalb einer CRISPR-Struktur die sich wiederholende Sequenz erhalten bleibt, variiert die Sequenz der CRISPR in verschiedenen Mikroorganismen stark. Die Sequenz von CRISPR-Repeats der Bakterien ist in der Regel palindromisch (d. h. spiegelverkehrt komplementär), was eine stabile Sekundärstruktur der zugehörigen RNA zur Folge hat, wohingegen die meisten Repeats der Archaeen nicht palindromisch sind.
Die Sequenzen der Spacer-Abschnitte variieren stark, sowohl innerhalb einer CRISPR-Struktur als auch in verschiedenen Prokaryoten. 2005 wurde entdeckt, dass die Spacer-Sequenzen mit Fremd-DNA aus Bakteriophagen und Plasmiden identisch sind. Dies führte zur Hypothese, dass die Funktion von CRISPR darin besteht, den Organismus gegen Fremd-DNA zu verteidigen.

### cas-Operon
Auch zum CRISPR-Genlocus gehörend ist das cas-Operon. Das cas-Operon enthält cas-Gene und die zu codierenden Proteine, die für die adaptive Immunantwort notwendig sind, z. B. Helikasen, Nukleasen, aber auch Proteine mit Eigenschaften zur RNA-Bindung. cas-Gene lassen sich in zwei Module gliedern: dem Effektor- und dem Adaptationsmodul. Unter einem Effektormodul versteht man eine Gruppe von cas-Genen, die zur Identifizierung von genetischem Material dient. Das Adaptationsmodul enthält ebenfalls cas-Gene und trägt mithilfe von Effektorproteinen zur Protospacer-Auswahl bei, die in das bakterielle Genom integriert werden können.

### leader-Sequenz
In der Nähe der Repeat-Spacer-Sequenz befindet sich eine sogenannte leader-Sequenz (nicht zu verwechseln mit der Leader-Sequenz der mRNA). Die leader-Sequenz ist eine Adenin- und Thymin-reiche Sequenz mit einer Länge von 100–500 bp. Wie bei den Repeats sind leader-Sequenzen innerhalb eines Genoms zu ca. 80 % identisch, aber weisen innerhalb verschiedener Organismen starke Unterschiede auf. Als nichtcodierende Sequenz lässt sich diese in zwei Bereiche aufteilen: einem core leader und einem extended leader. Der core leader ist in mehreren Organismen konserviert und mit einer Länge von 20–300 bp in der Regel kürzer als der extended leader. Außerdem verfügt der core leader über ein Promotorelement, an dem sich Regulatorproteine binden können, um so die Genexpression, genauer die Initiation der CRISPR-Transkription, und die Spacer-Akquirierung kontrollieren zu können.
Der extended leader ist mit einer Länge von 50–500 bp länger als der core leader und enthält ebenfalls in den CRISPR-fernen Regionen konservierte Sequenzen, die vermutlich durch Genduplikation zustande gekommen sind. Die Funktionen des extended leaders sind zurzeit unbekannt. Vermutlich hat der extended leader keine wichtigen Funktionen.

## Immunität durch CRISPR

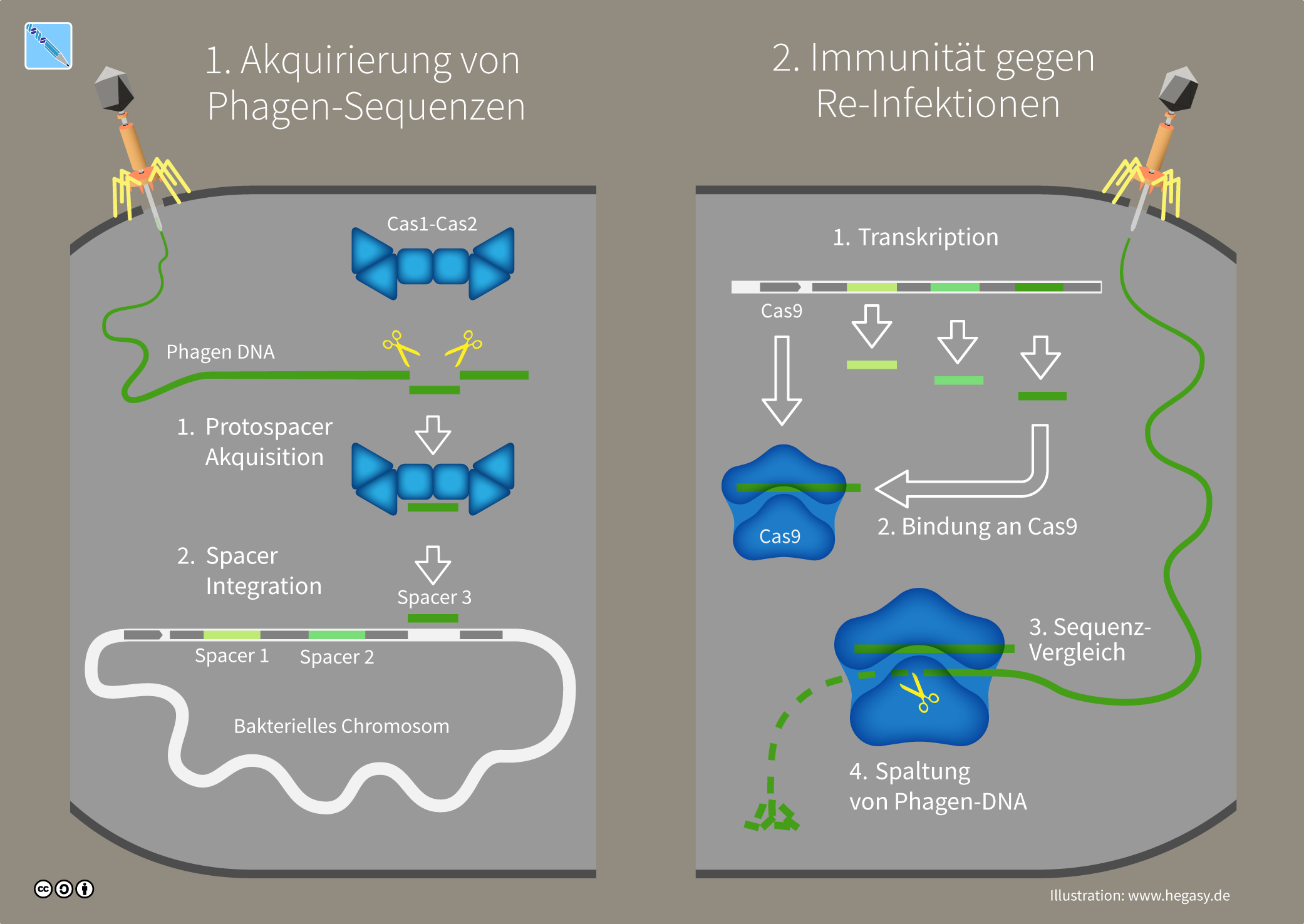
Der CRISPR Gen-Locus verleiht Bakterien adaptive Immunität gegen wiederholte Phageninfektionen.

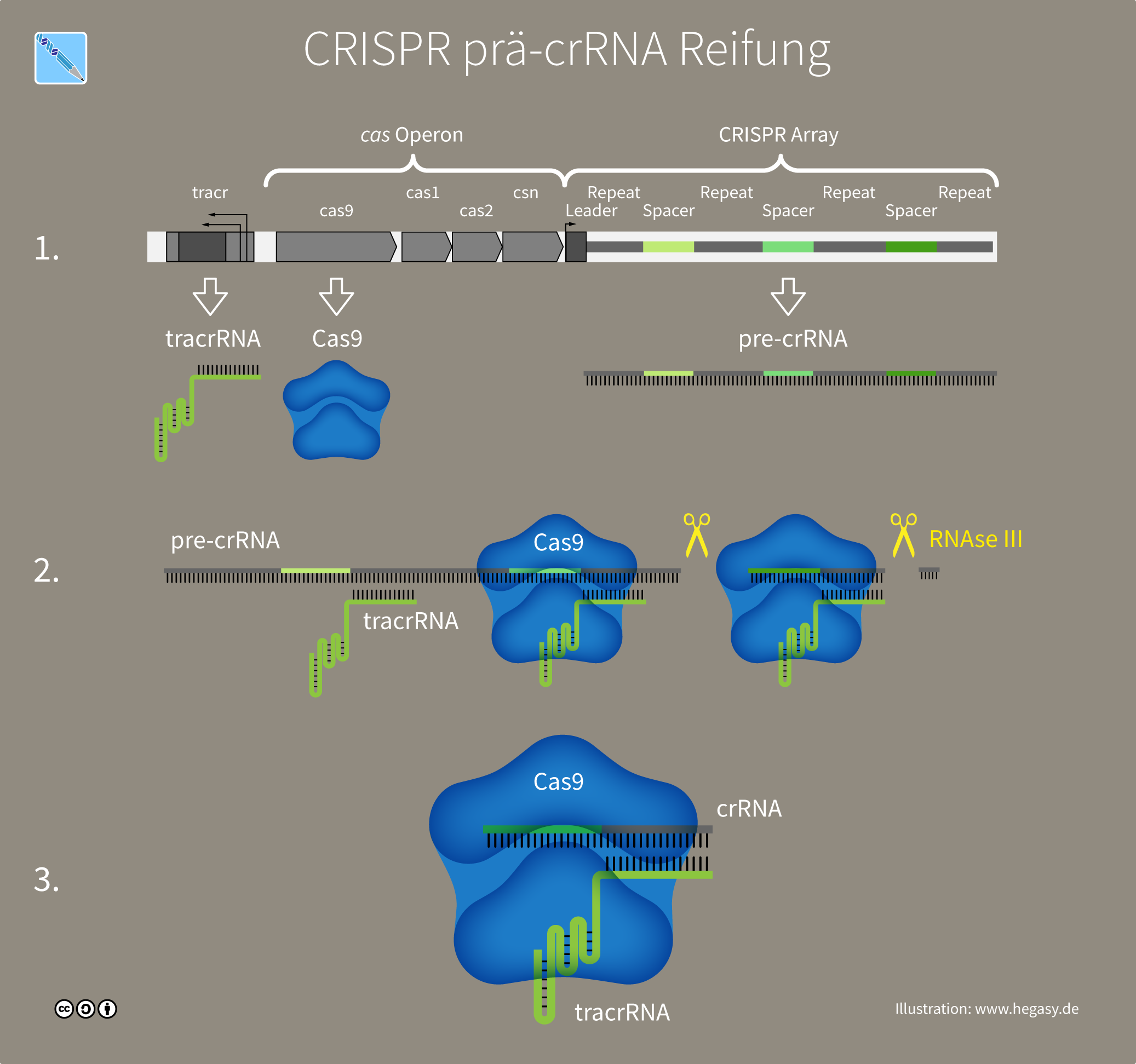
Transkripte des CRISPR Gen-Locus und Reifung der prä-crRNA.

Die Immunität durch CRISPR erfolgt in drei Schritten, wobei die letzten beiden Schritte bei den jeweiligen CRISPR/Cas-Systemtypen unterschiedlich verlaufen.
1. Adaptation: 2007 zeigten Barrangou et al., dass Bakterien, die mit Phagen infiziert werden, Teile der Fremd-DNA als Spacer in die CRISPR-Bereiche ihres Genoms integrieren und hierdurch Immunität gegen die Phagen entwickeln können. Zudem zeigten sie, dass Spacer-Sequenzen, die künstlich in die CRISPR-Bereiche von Bakterien eingefügt werden, diese gegen die zugehörigen Phagen resistent machen. Werden die Spacer-Sequenzen wieder herausgeschnitten, ist auch die Resistenz aufgehoben. Es wurde außerdem gezeigt, dass die cas-Gene eine essentielle Rolle bei der Phagenabwehr spielen: Das Inaktivieren einiger cas-Gene (cas1) verhindert trotz vorhandener Spacer die Abwehr von Phagen. Die Aktivität anderer cas-Gene (cas7) ist notwendig zur Integration neuer Spacer in die CRISPR-Sequenz.
2. crRNA-Transkription und -Prozessierung: Der CRISPR-Genlocus wird zur prä-crRNA transkribiert und anschließend zur reifen crRNA prozessiert.
3. Interferenz: Es kommt zur Assoziation der reifen crRNA mit einem Cas-Protein oder einem Cas-Proteinkomplex und dadurch zur Bildung eines Interferenz-Komplexes. Bei den CRISPR/Cas-Systemtypen I und II kommt es bei Interaktion des Interferenz-Komplexes mit dem Sequenzmotiv PAM der Phagen-DNA zur Degradierung der DNA mithilfe von Cas3 bei Typ I und Cas9 bei Typ II, wohingegen bei Typ III kein PAM benötigt wird und neben DNA auch RNA zersetzt werden kann.
Im Zuge der Koevolution wurden von Bakteriophagen Anti-CRISPR-Proteine zur Hemmung der Abwehr entwickelt.

## Mechanismus

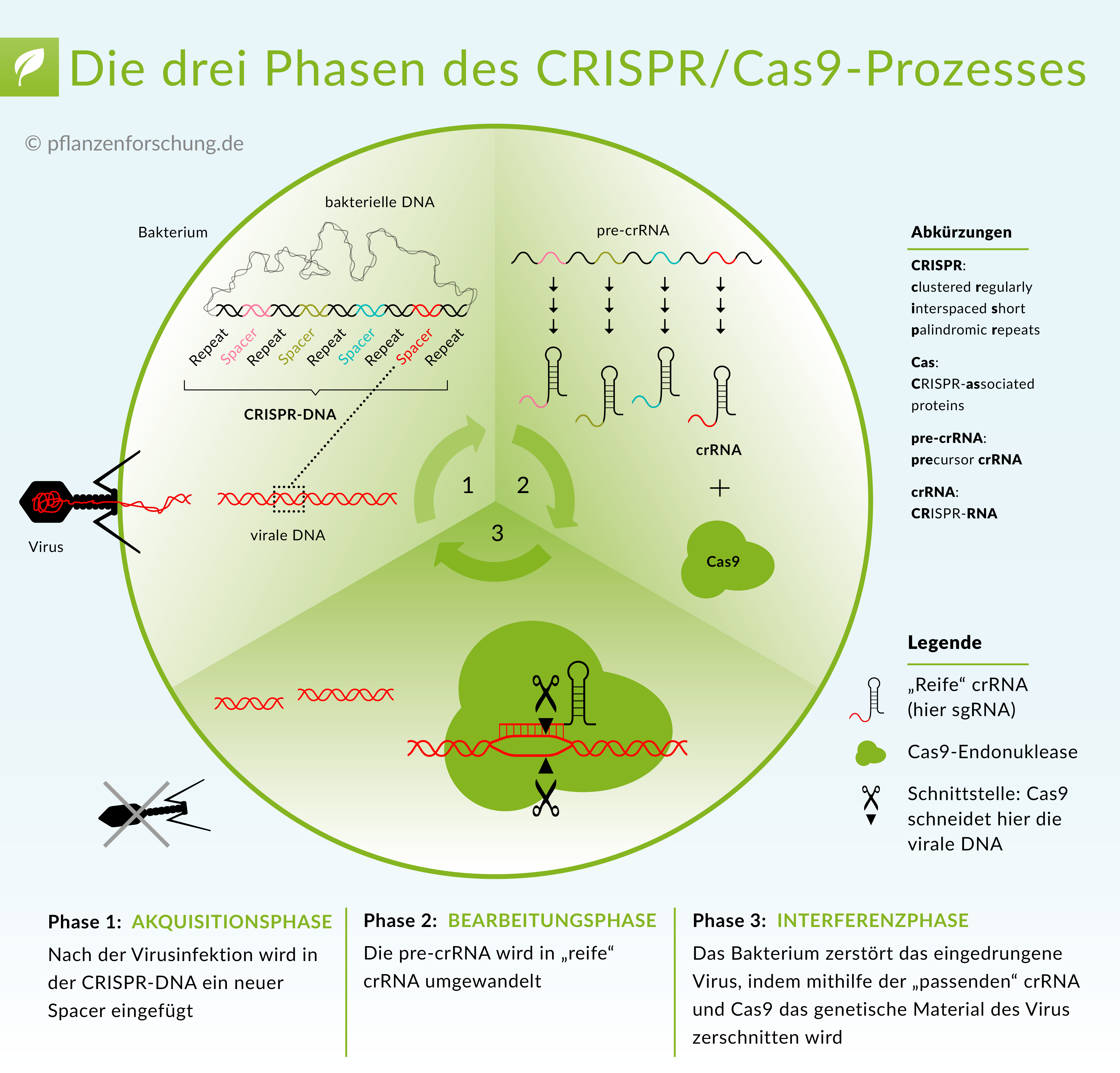
Überblick der drei Phasen des CRISPR/Cas9-Prozesses (nach Doudna & Charpentier 2014)

Trotz großer Fortschritte in den letzten Jahren wird der Mechanismus, durch den das CRISPR/Cas-System Prokaryoten Immunität verschafft, noch nicht genau verstanden. Man geht davon aus, dass im Immunisierungsprozess die exogene DNA durch einen Cas-Proteinkomplex erkannt und als neuer Spacer in die CRISPR-Bereiche integriert wird. Wie diese Vorgänge im Detail ablaufen, ist derzeit noch nicht vollständig aufgeklärt.

### Adaptation
CRISPR/Cas-Systeme sind in der Lage, das Genom von Bakterien und Archaeen zu modifizieren, indem fremde DNA-Sequenzen, sogenannte Spacer, zwischen den Repeats des CRISPR-Arrays integriert werden. Dieser Prozess wird als Adaptation oder Spacer-Akquirierung bezeichnet. Die Adaptation kann in zwei Phasen unterteilt werden:
1. Einfangen von Spacer-Sequenzen der fremden DNA (sogenannte Protospacer),
2. Spacer-Integration.

Der Mechanismus der Adaptation wurde, mit einigen Ausnahmen, im CRISPR/Cas-System Typ I von E. coli (auch als CRISPR/Cas-System Typ I-E bekannt) im Detail untersucht. Die Hauptakteure der Adaptation werden durch die Gene cas1 und cas2 codiert, die in verschiedenen CRISPR/Cas-Systemtypen konserviert sind.
Die erste Phase der Adaptation, das Einfangen von Spacer-Sequencen der fremden DNA, kann beim CRISPR/Cas-System Typ I in zwei Modi ablaufen: naiv oder primed. Bei der naiven Adaptation werden unvoreingenommen zum Einfangen von Spacer nur die Proteine Cas1 und Cas2 benötigt, wohingegen die primed adaptation von bereits existierenden Spacern (priming spacer) abhängt und somit eine Vorauswahl getroffen wird, welche Spacer in das Genom integriert werden. Neben den Proteinen Cas1 und Cas2 wird hierfür weiterhin ein Proteinkomplex, der sich aus Cas-Proteinen zusammensetzt (Interferenzkomplex Typ I, Cascade) und die Cas3-Nuklease benötigt.  Andere CRISPR/Cas-Systemtypen codieren zusätzliche Proteine zur Adaptation.
Der Mechanismus der primed adaption beginnt mit der Bindung des crRNA-gebundenen Proteinkomplexes Cascade (CRISPR-associated complex for antiviral defense) an den Protospacer Adjacent Motif (PAM) der eindringenden DNA mittels einer Kombination aus erleichterter 1D-Diffusion (Gleiten entlang der DNA) und 3D-Diffusion (hopping). Nach der Beugung und Entwindung der DNA durch Cascade kommt es durch komplementäre Basenpaarung der crRNA und dem Cascade-gebundenen DNA-Strang zur Bildung eines R-Loops. Durch vollständige Entwindung des Protospacers durch Cascade bildet sich der R-Loop vollständig aus. Durch die vollständige Bildung des R-Loops kommt es zur Konformationsänderung von Cascade und bewirkt somit eine Bindung von Cas3 an Cascade. Außerdem wird durch die vollständige Bildung des R-Loops eine Aufwölbung am nicht-gebundenen Strang ausgelöst und dadurch der Schnitt durch Cas3 an dieser Aufwölbung ermöglicht. Die durch Cas3 erzeugten, einzelsträngigen Fragmente werden anschließend durch den Cas1-Cas2-Komplex zu einzelsträngige Protospacer verarbeitet. Nach Verarbeitung zum einzelsträngigen Protospacer erfolgt die Umwandlung zum vollständigen oder partiell-doppelsträngigen Protospacer, sodass eine Integration in das CRISPR-Array möglich wird. Auch nach dem letzten Schritt der Immunität durch CRISPR, der Interferenz, ist das Einfangen von Spacer-Sequenzen möglich. Dabei werden die Fragmente der degradierten DNA durch das Enzym RecBCD oder andere Nukleasen zu Protospacer umgewandelt und mithilfe des Cas1-Cas2-Komplexes in das CRISPR-Array integriert (naive Adaptation).
Die Spacer-Integration erfolgt nicht willkürlich im CRISPR-Array, sondern verläuft polarisiert, d. h., dass Spacer an gezielter Stelle im CRISPR-Array integriert werden, genauer in der Nähe der leader-Sequenz. Dieser Mechanismus stellt sicher, dass neue Spacer immer in der Nähe der leader-Sequenz integriert werden und durch die chronologische Integration der Spacer die adaptive Immunantwort gegenüber den jüngsten viralen Infektionen optimiert wird. Beim CRISPR/Cas-System Typ I wird dafür das Protein Integration Host Factor (IHF) benötigt, das sich an der leader-Sequenz binden kann. Dadurch wird die leader-Sequenz um ca. 120° gebeugt und erzeugt eine Bindungsstelle für den Cas1-Cas2-Komplex, sodass sich der Komplex in der Nähe desjenigen Repeats befindet, der zur leader-Sequenz am nächsten lokalisiert ist. Dadurch wird die leader-Repeat-Grenze zum Ort der Spacer-Integration. Beim CRISPR/Cas-System Typ II verläuft die Spacer-Integration ebenfalls polarisiert ab, jedoch ohne Einsatz von zusätzlichen Proteinen. Dabei bindet sich die α-Helix von Cas1 des Cas1-Cas2-Komplexes Typ II an der kleinen Furche der leader-Sequenz, der auch als leader-anchoring sequence (LAS) bezeichnet wird. Aufgrund der Flexibilität der LAS-interagierenden Domäne von Cas1 muss die Spacer-Integration nicht unbedingt an der leader-Repeat-Grenze, sondern kann auch an einer Spacer-Repeat-Grenze stattfinden. Bei einer mutierten LAS kann dies zu einer ektopischen Spacer-Integration führen, wobei Spacer in der Mitte des CRISPR-Arrays integriert werden.
Bei E. coli erfolgt die Spacer-Integration durch zwei Umesterungen, wobei die erste Umesterung durch den nukleophilen Angriff der Hydroxygruppe am 3′-Ende des einen Stranges des Protospacers an der leader-Repeat-Grenze erfolgt und dadurch zur Bildung eines half-site-Integrationsintermediats führt. Die erste Umesterung erzeugt eine Beugung des Repeats, das eine zweite Umesterung ermöglicht. Der Übergang zum vollständig integriertem Spacer, dem full-site-Produkt, geht durch eine zweite Umesterung vonstatten, wobei der nukleophile Angriff der Hydroxygruppe am 3′-Ende des gegenüberliegenden Stranges des Protospacers in der Nähe der Repeat-Spacer-Grenze erfolgt. Die zweite Umesterung wird durch einen sogenannten Ruler-Mechanismus reguliert. Bei E. coli beinhaltet der Repeat zwei inverse Repeats (IR), die für Strukturmotive codieren und als Anker für sogenannte „molekulare Lineale“ dienen. Diese molekularen Lineale sorgen dafür, dass der zweite nukleophile Angriff nur in der Nähe der Repeat-Spacer-Grenze stattfindet und die Länge des Repeats nach erfolgter Spacer-Integration und Repeat-Duplikation aufrechterhalten wird. Die nach den Umesterungen erzeugten DNA-Lücken werden durch verschiedene DNA-Reparaturmechanismen geschlossen, dazu gehören homology-directed repair (HDR), non-homologous end joining (NHEJ) und microhomology-mediated end joining (MMEJ). Nach erfolgter Spacer-Integration wurde der an der leader-Sequenz angrenzende Repeat mit gleicher Länge dupliziert.

### crRNA-Transkription und -Prozessierung
Die Biogenese einer reifen CRISPR-RNA (crRNA) erfolgt in drei Schritten. Mithilfe einer partiell einzigartigen Spacer-Sequenz führt die crRNA ein oder mehrere Cas-Proteine zur eindringenden Nukleinsäure, das zur eventuellen Degradierung des genetischen Materials nach sequenzspezifischer RNA-Erkennung dient.
1. Transkription eines langen primären Transkripts, der sog. Präkursor-crRNA (prä-crRNA): Ihr Promoter befindet sich innerhalb der leader-Sequenz.
2. Primäre Spaltung der prä-crRNA: Die Spaltung an spezifischen Stellen erzeugt eine crRNA mit einer gesamten Spacer-Sequenz und partiellen Repeat-Sequenzen.
3. Sekundäre Spaltung der crRNA: In einigen Fällen generiert erst eine zusätzliche Spaltung die aktive reife crRNA.

Die CRISPR/Cas-Systemen I und III benötigen eine spezifische Endoribonuklease der Cas6-Familie oder alternativ Cas5d bei Typ I-C. Diese spaltet allein oder im Komplex mit anderen Cas-Proteinen die prä-crRNA innerhalb der Repeat-Regionen. Bei Typ II transaktiviert eine tracrRNA die Spaltung der prä-crRNA innerhalb der Repeat-Regionen durch die Endoribonuklease III (RNase III) in Anwesenheit von Cas9.
Beim CRISPR/Cas-System Typ I katalysieren Endoribonukleasen der metallunabhängigen Cas6-Familie (oder alternativ beim Typ I-C durch Cas5d) die Prozessierung der prä-crRNA. Sie spaltet dazu die Repeat-Sequenz an konservierten Positionen, typischerweise 8 nt upstream („strangaufwärts“, in Richtung des 5′-Endes) von der Repeat-Spacer-Grenze. Während die Typen I-C, I-E und I-F nur einen Reifungsschritt benötigten, sind für die Typen I-A, I-B und I-D ein zweiter Reifungsschritt notwendig. Dessen Komponenten und Mechanismus sind derzeit noch unbekannt. Die palindromischen Repeats der prä-crRNA der Typen I-C, I-D, I-E und I-F besitzen Haarnadelstrukturen, die die Spaltungsstellen für die katalytische Domäne der jeweiligen Endoribonuklease freilegen. Nach der Spaltung bleiben die Haarnadelstrukturen an der jeweiligen Endoribonuklease assoziiert. Die Untereinheiten von Cascade binden sich an der Sequenz am 5′-Ende und am Spacer, die zur Erkennung von genetischem Material verwendet werden.
Beim CRISPR/Cas-System Typ II erfolgt nach Transkription des CRISPR-Arrays und von tracrRNA eine Basenpaarung des Anti-Repeats von tracrRNA mit dem Repeat der prä-crRNA und zur Bildung des tracrRNA:prä-crRNA-Duplex, der durch Cas9 stabilisiert wird. Außerdem führt die Duplex-Bildung zur Rekrutierung der RNase III und somit zur Co-Prozessierung des Duplex. Darauf folgt der zweite Reifungsschritt, wobei es zum trimming durch eine Exonuklease und/oder zur Spaltung durch eine Endoribonuklease kommt. Typ II-C stellt einen alternativen Syntheseweg einer reifen crRNA dar. Dabei befinden sich die Promotoren innerhalb der Repeats des CRISPR-Arrays und es kann zur Bildung eines kurzen prä-crRNA-Transkripts kommen, sodass die Spaltung durch die RNase III nicht mehr nötig ist. Der reife Duplex ist mit Cas9 komplexiert und bildet einen Interferenzkomplex Typ II, der doppelsträngige DNA (dsDNA) erkennen und spalten kann.
Beim CRISPR/Cas-System Typ III erfolgt die Spaltung der prä-crRNA innerhalb der Repeats durch Cas6 und erzeugt somit crRNA-Intermediate, die an ihren 5′- und 3′-Enden jeweils eine partielle Sequenz der Repeats der prä-crRNA besitzen (1X-Intermediate). Danach kommt es bei III-A zur Komplexierung des 1X-Intermediats mit dem Csm-Komplex und bei III-B mit dem Cmr-Komplex. Anschließend erfolgt der zweite Reifungsschritt mittels trimming am 3′-Ende durch Nukleasen, die noch nicht identifiziert werden konnten, zur reifen crRNA.

### Interferenz

Zeichnung des Cascade-Surveillance-Komplexes vom bakteriellen CRISPR/Cas-System Typ I von E. coli, der aus Cascade (blau) und der crRNA (rot) besteht; nach.

Nach der Prozessierung der prä-crRNA zur reifen crRNA enthält diese die integrierten viralen Spacer-Sequenzen. Sie assoziieren sich mit einem CRISPR-Ribonukleoprotein-Komplex (crRNP) und bilden einen Interferenzkomplex (auch als CRISPR-Surveillance-Komplex bekannt). Liegt nach einer weiteren Infektion die virale DNA oder RNA wieder vor, wird sie damit erkannt und sequenzspezifisch degradiert. Der Interferenz-Mechanismus ist bei allen CRISPR/Cas-Systemtypen durch bestimmte Schlüsselproteine gekennzeichnet: Cas 3 (Typ I), Cas 9 (Typ II) und Cas10 (Typ III) und unterscheiden sich hauptsächlich im Zusammenbau des crRNP-Komplexes (crRNP-Assemblierung) und im Degradierungsmechanismus des genetischen Materials. Sämtliche crRNP-Komplexe in Typ I werden als Cascade bezeichnet, wohingegen bei Typ II das Protein Cas9 als einzelnes Protein für die Spaltung der Nukleinsäure verantwortlich ist. Bei Typ III sind die crRNP-Komplexe Csm (Typ III-A) und Cmr (Typ III-B) für die Interferenz zuständig.
Die Interferenz erfolgt beim CRISPR/Cas-System Typ I in fünf Schritten:
1. Cascade-Assemblierung
2. PAM-Erkennung und -Bindung
3. R-Loop-Bildung
4. Cas3-Rekrutierung
5. DNA-Degradierung

Nach der Prozessierung der prä-crRNA besteht die reife crRNA von E. coli aus einem 5′-handle (8 nt) mit einer Hydroxygruppe, einer Spacer-Sequenz (32 nt) und einer Haarnadelstruktur am 3′-Ende (21 nt) mit einem 2′-3′-cyclischem Phosphatende, wobei Cas6e nach der Prozessierung an der Haarnadelstruktur assoziiert bleibt. Nach Spaltung der reifen crRNA erfolgt die Cascade-Assemblierung, wobei der erste Schritt das sogenannte termini capping ist. Dabei bindet sich Cas5 am 5′-handle und erzeugt somit zunächst eine hakenähnliche Struktur der crRNA. Des Weiteren binden sich sechs Kopien des Proteins Cas7 an die Spacer-Sequenz und daraus ergibt sich das sogenannte Cas7-Backbone. Das Besondere ist, dass die Strukturen von Cas5 und Cas7 eine sogenannte konservierte „Handfläche-Daumen-Domäne“ aufweisen, die zur Verflechtung des Cas7-Backbones beitragen. Der „Daumen“ (eine β-Haarnadelstruktur) von entweder Cas5e oder von jedem der sechs Cas7-Untereinheiten (Cas7.1–Cas7.6) knickt die crRNA am 5′-handle an einer bestimmten Position und in 6-nt-Abständen innerhalb der Spacer-Sequenz und sorgt dafür, dass die geknickten Nukleotide eine deformierte Konfiguration annehmen und nicht mehr zur Basenpaarung mit der Ziel-DNA geeignet sind. Dahingegen ragen die angrenzenden 5-nt-Sequenzen bei jedem Knick heraus und behalten ihre diskontinuierliche A-DNA-ähnliche-Form, sodass diese Sequenzen zur Basenpaarung mit der Ziel-DNA geeignet sind. Anschließend binden sich zwei weitere Proteine, Cse1 (große Untereinheit) und das Cse2-Dimer (kleine Untereinheiten), mittels Protein-Protein-Interaktion an die Cas7-Untereinheiten. Beide Proteine sind an der DNA-Bindung beteiligt, wobei die große Untereinheit außerdem zur Ziel-Auswahl beiträgt. Damit wird sichergestellt, dass der Interferenzkomplex die Zelle jederzeit nach potentieller Ziel-DNA absucht. Nach abschließender Assemblierung wird Cascade oftmals als Seepferdchen-ähnliche Struktur beschrieben.
Nun erfolgt mithilfe von Cascade die Suche nach der Ziel-DNA, wobei die L1-Schleife von Cse1 zur PAM-Identifikation zuständig ist. Bei Typ I-E tritt nach PAM-Identifikation die doppelsträngige virale DNA in die Lücke zwischen Cas7.5 und Cas7.6 ein und wird anschließend zur großen Untereinheit (Cse1) weitergeleitet, die jedoch hauptsächlich nicht-spezifische Interaktionen mit der Ziel-DNA aufweist. Die PAM-Erkennung durch die L1-Schleife von Cse1 bewirkt eine Destabilisierung der doppelsträngigen DNA, sodass zunächst die Basenpaarung zwischen der 7 nt langen seed-Region der PAM-angrenzenden DNA-Protospacersequenz mit der crRNA erfolgen kann. Die anschließende Bildung eines R-Loops bei vollständiger Basenpaarung des crRNA-Spacers mit dem viralen Protospacer erfolgt nach demselben Mechanismus wie beim Einfangen von Spacer-Sequenzen. Nach vollständiger R-Loop-Bildung kommt es zur Konformationsänderung der großen und kleinen Untereinheit, sodass Interaktionsstellen an der großen Untereinheit für die C-terminale Domäne (CTD) von Cas3 geschaffen werden. Durch die Rekrutierung von Cas3 an der Gabelung öffnet sich der Kanal für die doppelsträngige DNA durch Dissoziation der CTD. Nach der Anlagerung der dsDNA im Kanal wird der Kanal durch Repositionierung der CTD geschlossen und der nicht-gebundene Strang der doppelsträngigen DNA in die HD-Nuklease-Domäne von Cas3 eingelagert, wo der Schnitt erfolgt. Der Schnitt erfolgt ungefähr 11–15 nt downstream („strangabwärts“, in Richtung des 3′-Endes) vom PAM mithilfe von zwei katalytischen Übergangsmetall-Ionen. Die durch den Schnitt ausgelöste Konformationsänderung von Cas3 im Helikaseteil (bestehend aus der RecA-ähnlichen Domäne (RecA) und der RecA-ähnlichen Domäne 2 (RecA2)) bewirkt eine ATP-Bindung und -Hydrolyse,
deren freigesetzte Energie zur Entwindung der dsDNA in 3′→5′-Richtung genutzt wird. Die Entwindung erfolgt an einer Haarnadelstruktur von RecA2. Durch die Bewegung des Helikaseteils löst dies eine Verlagerung der HD-Domäne an neue Substrate zur weiteren exonukleolytischen Degradierung aus. Die nach der Degradierung gebildeten einzelsträngigen DNA (ssDNA) werden ebenfalls durch Cas3 exonukleolytisch degradiert. Somit kann die Ziel-DNA effektiv von der Zelle entfernt werden und Cascade zur weiteren PAM-Erkennung recycelt werden.
Beim CRISPR/Cas-System Typ II erfolgt die Interferenz in vier Schritten:

Zeichnung des CRISPR-Surveillance-Komplexes vom bakteriellen CRISPR/Cas-System Typ II, der aus Cas9 (hellblau) und der crRNA (rot) besteht und an DNA (gelb) gebunden ist; nach.

1. Bildung des aktiven Typ-II-CRISPR-Surveillance-Komplexes
2. PAM-Erkennung und -Bindung
3. R-Loop-Bildung
4. DNA-Degradierung

Drei unabhängige Studien zur Struktur von Cas9 von S. pyogenes weisen auf, dass Cas9 aus zwei Lappen besteht, die zusammen eine Mondsichel-Konformation einnehmen. Der REC-Lappen (engl. recognition lobe) besteht aus einer langen α-Helix (Brückenhelix), einer Rec2-Domäne und einer Rec1-Domäne zur Erkennung des tracrRNA:crRNA-Duplex. Der NUC-Lappen (engl. nuclease lobe) besteht aus zwei Nuklease-Domänen zur DNA-Spaltung, die als HNH (benannt nach charakteristischen Histidin- und Asparaginresten) und RuvC (benannt nach einem E. coli-Protein, das an der DNA-Reparatur beteiligt ist) bekannt sind, und einer zusätzlichen C-terminalen Topoisomerase-Homologie-Domäne (CTD), die zur Erleichterung der PAM-Erkennung notwendig ist.
Die vor der Interferenz stattgefundene Aktivierung von Cas9 durch Bindung des Duplex an Rec1 löste eine Konformationsänderung von HNH aus, die zur Positionsänderung vom REC-Lappen und zur Bildung eines zentralen positiv geladenen Kanals für die eindringende DNA führte. Der nach der Co-Prozessierung des Duplex gebildete aktive Typ-II-CRISPR-Surveillance-Komplex ist nun bereit zur Suche nach einer viralen DNA mit einer PAM-Sequenz. Nach der PAM-Bindung kommt es zum lokalen Schmelzen (engl. local melting) der DNA. Dabei werden ungepaarte Nukleinbasen, sogenannte geschmolzene Blasen (engl. melted bubbles) gebildet, die zur R-Loop-Bildung an einer PAM-proximalen 8–12 nt langen seed-Sequenz der DNA beitragen. Anschließend spaltete jede Nuklease-Domäne einen DNA-Strang in Anwesenheit von Mg2+-Ionen, wobei die HNH-Domäne den an die crRNA hybridisierten Ziel-DNA-Strang und die RuvC-Domäne den nicht-hybridisierten DNA-Strang spaltet. Der daraus resultierende Schnitt, der etwa 3 nt strangaufwärts vom PAM erfolgt, führt zur Bildung von Doppelstrangbrüchen mit Blunt Ends (engl. für „glattes Ende“). Danach bleibt Cas9 fest an den Blunt Ends der viralen DNA assoziiert.
Bei CRISPR/Cas-Systemen Typ III erkennt der Interferenz-Komplex das entstehende RNA-Transkript, welches komplementär zur Sequenz des crRNA-Spacers ist, und degradiert sowohl das Transkript als auch die DNA, aus der das Transkript hervorgegangen ist. Dieser Prozess wird als transkriptionsabhängige DNA-Interferenz bezeichnet. Der Interferenz-Komplex besitzt drei enzymatische Aktivitäten:
1. crRNA-gesteuerte Endoribonuklease-Aktivität gegen die Ziel-RNA durch Csm3 (Typ III-A) oder Cmr4 (Typ III-B)
2. Ziel-RNA-stimulierte DNase-Aktivität durch die HD-Domäne von Cas10 (Csm1 bei Typ III-A und III-D oder Cmr2 bei Typ III-B und III-C)
3. Ziel-RNA-stimulierte cOA (cyclisches Oligoadenylat)-Synthetase-Aktivität durch die „Handflächen-Domäne“ von Cas10 (Csm1 bei Typ III-A und III-D oder Cmr2 bei Typ III-B und III-C)

In Bakterien werden die crRNA-gesteuerten Komplexe Csm (Typ III-A) oder Cmr (Typ III-B) zum RNA-Transkript gebracht, welches die Spaltung des Transkripts durch die Untereinheiten Csm3 oder Cmr4 auslöst und gleichzeitig die DNase-Aktivität von Csm1 oder Cmr2 zur gekoppelten Degradierung von ssDNA in der Transkriptionsblase aktiviert. Die „Handflächen-Domäne“, genauer die Cyclase-Domäne, von Csm1 oder Cmr2 kann cOA aus ATP bei Bindung des RNA-Transkripts herstellen. cOA wiederum bindet und aktiviert die Ribonuklease Csm6 (Typ III-A) oder Csx1 (Typ III-B, III-C und III-D) zur Verstärkung ihrer Ribonuklease-Aktivität, um RNA-Transkripte zu degradieren und bildet somit einen zusätzlichen Interferenz-Mechanismus.

## Auswirkungen
Durch den CRISPR/Cas-Mechanismus können Bakterien Immunität gegen bestimmte Phagen erwerben und die so erworbene Immunität weitervererben, da sie einen virusspezifischen Spacer in ihr Genom integrieren und somit bei der Replikation weitergeben. Aus diesem Grund wurde auch die provokante These geäußert, dass es sich beim CRISPR-Cas-System um den ersten wirklich lamarckistischen Vererbungsmechanismus handele.

## Anwendungen
Es gibt mehrere Vorschläge, CRISPR biotechnologisch zu nutzen:
- Künstliche Immunisierung gegen Phagen durch Hinzufügen passender Spacer bei industriell wichtigen Bakterien, z. B. in der Milch- oder Weinindustrie,
- Knockdown endogener Gene durch Transformation mit einem Plasmid, das einen CRISPR-Bereich beinhaltet, mit crRNA, die zu dem stillzulegenden Gen passt,
- Multiplex Genome Editing erlaubt das gleichzeitige Mutieren verschiedener Zielsequenzen, was die Herstellungszeit transgener Tiere wie Mäuse von bis zu zwei Jahren auf wenige Wochen verkürzt,[67]
- Unterscheidung verschiedener Bakterienstämme durch Vergleich der Spacer-Regionen (spoligotyping),
- Gentherapie,
- Fluoreszenzmarkierung.